# Partanna
Partanna is een gemeente in de Italiaanse provincie Trapani (regio Sicilië) en telt 11.427 inwoners (31-12-2004). De oppervlakte bedraagt 82,4 km², de bevolkingsdichtheid is 139 inwoners per km².

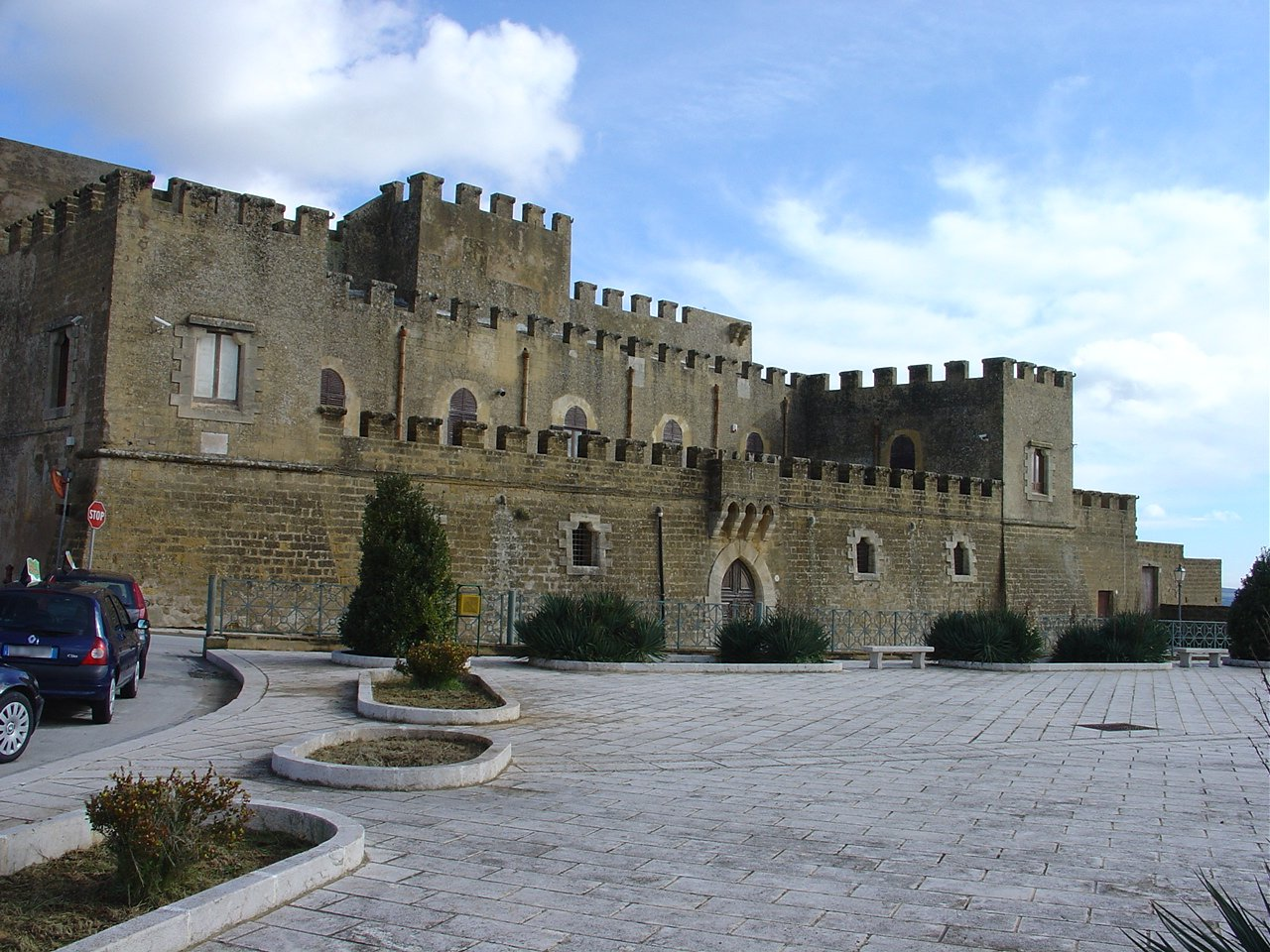
Kasteel
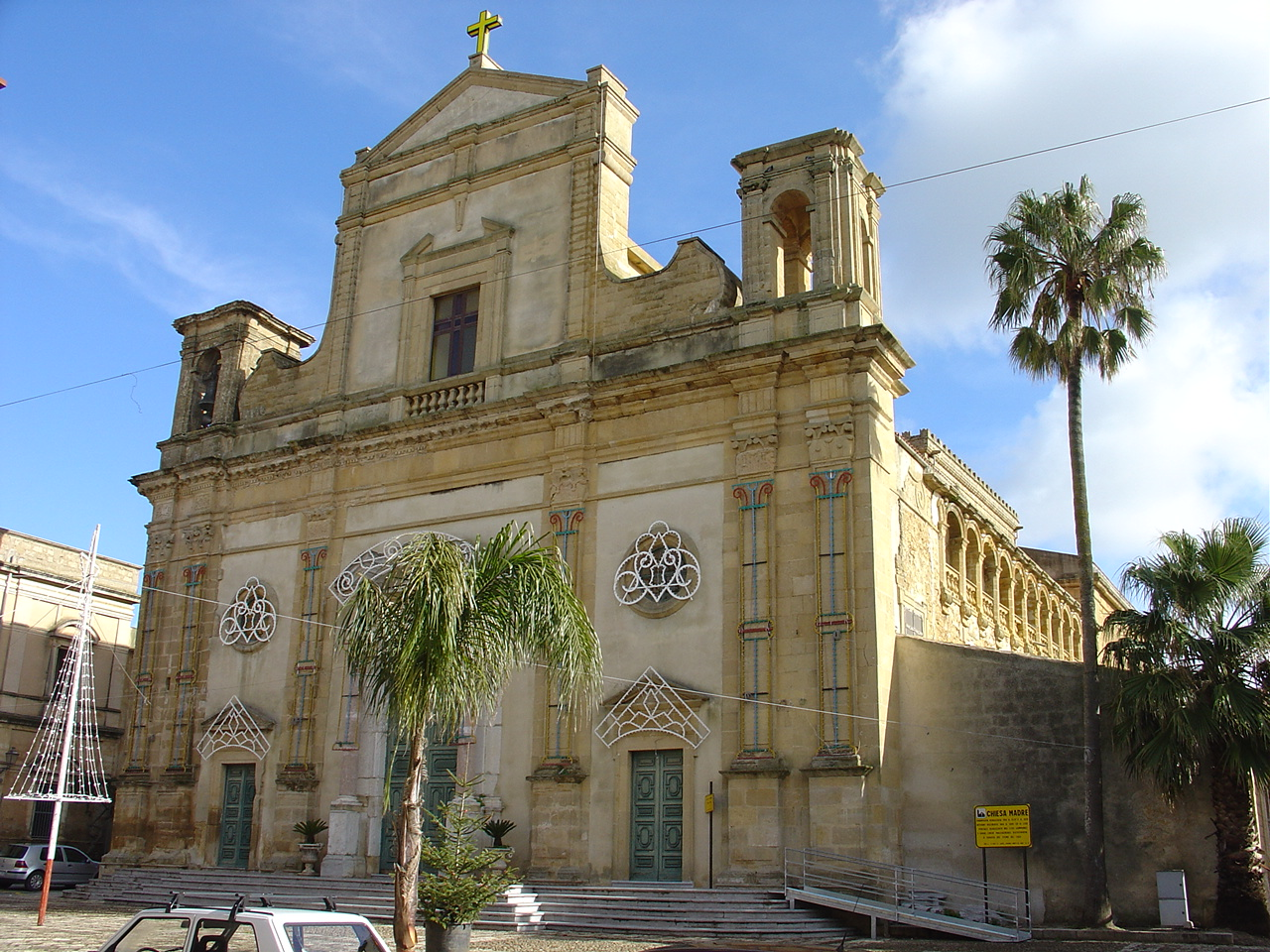
Parochiekerk

## Demografie
Partanna telt ongeveer 4405 huishoudens. Het aantal inwoners daalde in de periode 1991-2001 met 3,1% volgens cijfers uit de tienjaarlijkse volkstellingen van ISTAT.
| Jaar | Inwoneraantal |
| ---- | ------------- |
| 1991 | 11.741        |
| 2001 | 11.379        |

## Geografie
De gemeente ligt op ongeveer 414 m boven zeeniveau.
Partanna grenst aan de volgende gemeenten: Castelvetrano, Montevago (AG), Salaparuta, Santa Ninfa.